# Adrian Figueras Trejo
Adrian Figueras Trejo, znany również jako Adrià Figueras (ur. 31 sierpnia 1988 w Barcelonie) – hiszpański piłkarz ręczny grający na pozycji obrotowego we francuskim klubie C'Chartres Métropole Handball i reprezentacji Hiszpanii. Mistrz Europy 2018 i 2020, srebrny medalista Euro 2022. Brązowy medalista Igrzysk Śródziemnomorskich 2018 w Tarragonie, igrzysk olimpijskich 2020, oraz mistrzostw świata 2021 i 2023.